# 2А51
2А51 — 120 мм гармата-гаубиця—міномет. Розроблена у конструкторському бюро Заводу №172 під науковим керівництвом Центрального науково-дослідницького інституту «Точного машинобудування».

## Історія створення
У 1950-ті—1960-ті роки в Радянському союзі були розпочаті роботи зі створення нового типу універсальних гармат. Гармати повинні були виконувати різний перелік завдань, для цього вони повинні були поєднувати в собі властивості гармат, гаубиць і мінометів. Перш за все такий клас гармат був необхідний в повітряно-десантних військах, тим більше, що самохідні гармати, які знаходилися тоді на озброєнні, АСУ-57 і АСУ-85 були насамперед протитанковими засобами боротьби і не відповідали сучасним вимогам ведення бою. Буксирувана артилерія також не могла повністю задовольнити потреби десантників, так як не забезпечувала необхідний рівень захисту розрахунків від вогню противника, а також швидку зміну вогневої позиції.
Спочатку завдання оснащення ПДВ новою артилерією намагалися вирішувати за допомогою класичних рішень шляхом установки 122 мм гаубиці 2А32 і 120 мм міномета на модифіковане шасі БМД-1. Однак після невдачі в розробці самохідної гаубиці 2С2 «Фіалка» і самохідного міномета «Конвалія» стало ясно, що в ПДВ необхідна 120 мм артилерійська система, яка поєднує в собі властивості міномета і гармати гаубиці. У зв'язку з цим в 1969 році приймається програма розвитку озброєнь і техніки СРСР. В рамках програми проводиться науково-дослідна робота під шифром «Купол—2», метою якої є з'ясування обґрунтованості використання 120-мм самохідної артилерійської гармати в складі ПДВ. У період з 1972 по 1975 роки ЦНДІТОЧМАШ проводить НДР з шифром «Гармата-постріл». Роботами керував А.  Г. Новожилов.
Прототип нової 120 мм гармати (внутрішньозаводське позначення Д—64) для установки в шасі самохідної гаубиці 2С2 «Фіалка» розроблявся в ОКБ-9 під керівництвом Голубєва В.А. Однак, після зміни керівництва ОКБ-9 відмовилося від співпраці і розробки нової гармати, тому остаточним варіантом гармати займалося конструкторське бюро Заводу № 172 під керівництвом Калачнікова Ю.М. Гармата являла собою нову артилерійську систему з унікальним балістичним рішенням «Гармата—постріл», яке досягається за рахунок готових нарізів на провідному паску боєприпасів. Розробку боєприпасів під нову артилерійську систему вело Державне науково-виробниче підприємство «Базальт». У 1979 році гармата 2А51 була прийнята на озброєння Радянської армії в складі самохідної артилерійської гармати 2С9 «Нона—С».

## Опис конструкції
Основними вузлами гармати 2А51 є:
1. Ствол
2. Затвор
3. Пневмообладнання
4. Електрообладнання
5. Накатник
6. Гальмо відкату
7. Люлька
8. Огорожа
9. Підйомний механізм

Ствол гармати являє собою трубу з'єднану з казенником муфтою. У казеннику розташований вертикально-клиновий затвор з рамою затвора, на якій закріплений пластичний обтюратор порохових газів. Рама жорстко з'єднана з пневматичним циліндром, що призводить її в рух за допомогою стиснутого повітря. Основною функцією рами є досилання пострілів в камору. Постріл з гармати може проводитися як в ручну, так і електроспуском. Копірна напівавтоматика затвора призначена для відкривання затвора при накаті після пострілу гармати. Для першого заряджання справа на казеннику розташований важіль ручного відкривання клина. Люлька зварна, в циліндричній частині розташовані місця кріплення штоків противідкатних пристроїв, електроповітряних клапанів і сектора підйомного механізму. У задній частині люльки болтовим з'єднанням закріплено огорожу. Конструкція огорожі зварена з алюмінієво-магнієвого сплаву. На огорожі встановлено розміщені елементи ударно-спускового механізму, лінійка для вимірювання довжини відкату, а також механізм блокування спуску. Противідкатні пристрої складаються з гідравлічного гальма відкату веретенного типу, шток якого закріплений в люльці, а циліндр в казеннику гармати, і з пневматичного накатника, розміщеного в розточці казенника. Для дотримання встановленого режиму стрільби на гарматі розміщено електрообладнання, яке сигналізує про перегрів ствола, а також механізми блокування. Для запобігання загазованості бойового відділення, гармата 2А51 забезпечена пневматичною системою примусового продування ствола.

### Боєприпаси
| Таблиця ТТХ пострілів, які використовують у гарматі 2А51 |                    |                  |               |                               |                            |                   |
| Індекс                                                   | Тип боєприпасу     | Вага снаряда, кг | Дальність, км | Площа ураження живої сили, м² | Площа ураження техніки, м² | Бронепробиття, мм |
| Постріли сімейства гармат «Нона»                         |                    |                  |               |                               |                            |                   |
| 3ВО32                                                    | касетний з КОБЕ    | 23,3             | 0,2—8,0       | 2800                          | —                          | 100               |
| 3ВОФ54                                                   | ОФС                | 19,8             | 1,1—8,8       | 2200                          | 2100                       | —                 |
| 3ВОФ54-1                                                 | ОФС                | 19,8             | 1,1—8,8       | 4400—6600                     | 2100                       | —                 |
| 3ВОФ55                                                   | ОФ АРС             | 19,8             | 0,7—12,8      | 1800                          | 1700                       | —                 |
| 3ВОФ55-1                                                 | ОФ АРС             | 19,8             | 0,7—12,8      | 3600—5400                     | 3400—5100                  | —                 |
| 3ВБК14                                                   | кумулятивний       | 13,1             | 0,04—1,0      | —                             | —                          | 600               |
| 3ВОФ119                                                  | термобарічний      | 20,1             | 1,1—8,8       |                               |                            |                   |
| Керовані снаряді і міни                                  |                    |                  |               |                               |                            |                   |
| 3ВОФ112                                                  | ОФС                | 25               | 9—12          |                               |                            |                   |
| КМ-8 «Грань»                                             | ОФМ                | 27               | 1,5—9         |                               |                            |                   |
| Мінометні міни                                           |                    |                  |               |                               |                            |                   |
| 3ВОФ79                                                   | ОФМ                | 16               | 0,45—7,1      | 1500                          | 200                        | —                 |
| 53-ВОФ-843Б                                              | ОФМ                | 16               | 0,45—7,1      | 1500                          | 200                        | —                 |
| 3ВОФ68                                                   | ОФМ                | 16,1             | 0,45—7,1      | 2250                          | 1200                       | —                 |
| 3ВОФ53                                                   | ОФМ                | 16,1             | 0,45—5,7      | 2250                          | 1200                       | —                 |
| 3ВОФ69                                                   | ОФМ                | 16,1             | 7,0           | 1700                          | 700                        | —                 |
| 3ВОФ57                                                   | ОФМ                | 16,1             | 0,45—5,6      | 1700                          | 700                        | —                 |
| 3В34                                                     | запалювальна міна  | 16,3             | 0,45—5,7      | —                             | —                          | —                 |
| 3ВС24                                                    | освітлювальна міна | 16,3             | 1,0—5,4       | —                             | —                          | —                 |
| 53-ВД-543                                                | димова міна        | 16,6             | 1,0—5,7       | —                             | —                          | —                 |
| 3ВД17                                                    | димо-куряща міна   | 16,1             | 6,8           | —                             | —                          | —                 |
| 3ВД16                                                    | дімо-куряща міна   | 16,1             | 1,0—5,4       | —                             | —                          | —                 |